# Estadio Elías Figueroa Brander
El estadio Elías Figueroa Brander conocido anteriormente como Estadio Regional Chiledeportes y estadio municipal Valparaíso, o popularmente Estadio Playa Ancha llamado así por su ubicación en el cerro del mismo nombre en la ciudad de Valparaíso, Chile, es el estadio donde el club de fútbol Santiago Wanderers juega sus partidos de local. Fue inaugurado el 25 de diciembre de 1931 bajo el gobierno de Juan Esteban Montero y fue reconstruido bajo el mandato de Sebastián Piñera en 2014. Poseía una capacidad original para 18 000 espectadores la cual fue aumentada para 25 500 personas.
El estadio originalmente era propiedad de la Municipalidad de Valparaíso pero debido a una escasez de recursos del municipio fue vendido al Instituto Nacional de Deportes de Chile. La edificación se encuentra junto con el Parque Alejo Barrios y el Polideportivo Renato Raggio Catalán, ubicado donde previamente estaba el Velódromo Roberto Parra.
Después de su reconstrucción entre 2012 y 2014 posee un museo deportivo, dos pisos de estándares y logística FIFA, dos pisos más con diez palcos VIP, salón VIP, ocho casetas de prensa radial y televisiva, sala de conferencias, dos camarines profesionales, dos camarines amateur, un gimnasio de 135m² y un casino de 108m², ambos abiertos para la comunidad.

## Historia

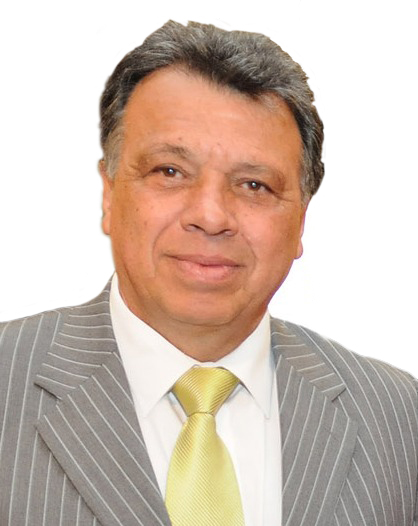
El Estadio fue renombrado en 2012 en honor a Elías Figueroa, futbolista porteño, considerado como el mejor jugador chileno de todos los tiempos.

### Estadio Municipal de Valparaíso
La construcción del estadio comenzó por iniciativa de periodistas regionales quienes en 1915 propusieron la idea debido a que los deportistas debían trasladarse a Viña del Mar para realizar sus actividades. Esta propuesta recibió apoyo político, incluyendo el del expresidente Jorge Montt Álvarez, quien dispuso de un anteproyecto. Finalmente la falta de recursos económicos pospuso el proyecto, pese a esto, los periodistas no cedieron y consiguieron un donativo a la Liga contra el Alcoholismo de 120 mil metros cuadrados de terrenos del Parque Playa Ancha, del cerro del mismo nombre, quienes comenzarían con la construcción, pero esto no se llevaría a cabo.
Tiempo después nuevamente un comité de dirigentes intentaría lograr la edificación pero no rendiría frutos ni con el apoyo de diputados de la época y así sucesivamente políticos intentaron llevar a cabo el proyecto pero no sería hasta 1922 donde el alcalde Carlos Rodríguez Alfaro colocaría la primera piedra, luego de este suceso, en 1928 comenzó la edificación final del estadio siendo finalizado en 1931. Sus planos fueron confeccionados por el arquitecto municipal Onías Velasco.

#### La inauguración (1931)
El sábado 25 de diciembre de 1931 desde las 15 horas fue la inauguración del recinto con la presencia del presidente de la república Juan Esteban Montero y tres de sus ministros. El estadio presentó un lleno total, con más gente de la que este podía albergar.
Las actividades comenzaron con un desfile de deportistas para dar paso a una competencia atlética, finalmente el evento culminaba con un partido entre la Selección de fútbol de Valparaíso y el club santiaguino Badminton quienes resultaron ganadores de aquel encuentro.
| 25 de diciembre de 1931 | Selección de fútbol de Valparaíso | 2:3 | Badminton | Estadio Municipal de Valparaíso, Valparaíso |  |
|                         |                                   |     |           | Asistencia: 20 000 espectadores             |  |

#### El Estadio como centro de detención
Tras el golpe de Estado del 11 de septiembre de 1973, el estadio, entonces llamado Estadio "Playa Ancha", fue ocupado como centro de detención y tortura para la prisión política de opositores a la Dictadura militar, funcionando durante el año 1973 bajo el control de la Armada de Chile. Los testimonios relatan que los detenidos, la mayoría playanchinos, eran mantenidos en los camarines inundados con agua, en las graderías o en la cancha, permanecían a la intemperie, privados de alimento o abrigo, y sufrían vejaciones y golpizas, para luego ser trasladados a buques de la Armada o a la Academia de Guerra.

### Estadio Regional Chiledeportes (2005-2012)

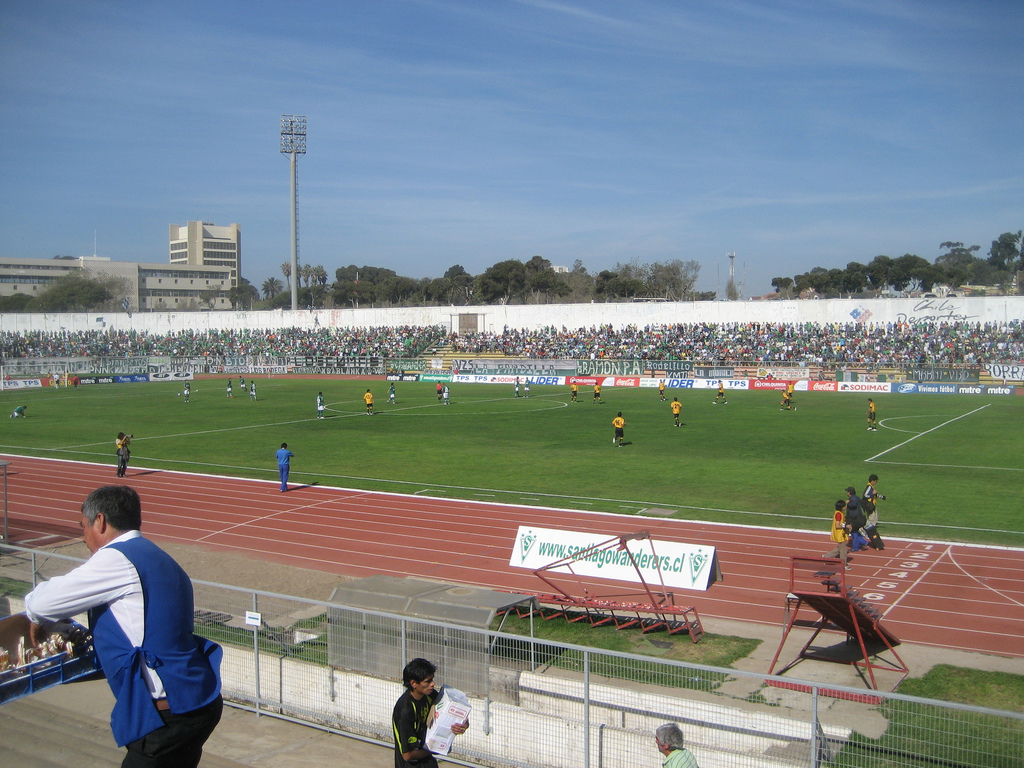
El antiguo Estadio Regional Chiledeportes durante un partido entre Santiago Wanderers y Coquimbo Unido en 2009.

En el año 2005 debido a una deuda que poseía la Municipalidad de Valparaíso decide vender el estadio junto con el Parque Alejo Barrios y el Velódromo Roberto Parra al estado chileno cambiando su nombre a Estadio Regional Chiledeportes. Junto con esto se realizaron algunos arreglos menores debido a que solo había tenido reparación de baños preferenciales durante el Torneo Preolímpico Sudamericano Sub-23 de 2004.
Otro arreglo que sufriría el estadio durante esta época sería en los años posteriores la instalación de butacas en el sector "Andes" con la gestión de Santiago Wanderers.

### Cierre y remodelación (2012-2014)
Tras varias promesas y anuncios de trabajos en el estadio de parte de Ricardo Lagos y Michelle Bachelet que no se llevaron a cabo, en 2012, durante el gobierno de Sebastián Piñera anuncia la reconstrucción del estadio el cual pasaría a llamarse Elías Figueroa en honor al futbolista del mismo nombre que naciera en la ciudad y fuera reconocido como el mejor jugador chileno de todos los tiempos.
A fines de aquel año el estadio tendría como último evento un partido válido por la fecha 17 del Clausura 2012 disputado entre Santiago Wanderers y Deportes Unión La Calera, donde los caturros obtendrían el triunfo por dos goles de diferencia y además tristemente destacaría una patada voladora del delantero calerano Gastón Cellerino al arquero porteño Mauricio Viana.
Luego de este encuentro el estadio sería cerrado para comenzar con su remodelación, la cual contaría en un comienzo con una actividad de retirar pasto y butacas como recuerdos para la gente que fuera a buscar estos elementos.
| Fecha 17; 15 de noviembre de 2012 | Santiago Wanderers        | 2:0 (2:0) | Deportes Unión La Calera | Estadio Elías Figueroa Brander, Valparaíso               |                                                          |
|                                   | Prieto 18' · Salmerón 24' | Reporte   |                          | Asistencia: 11 138 espectadores Árbitro(s): Claudio Puga | Asistencia: 11 138 espectadores Árbitro(s): Claudio Puga |

### Reinauguración

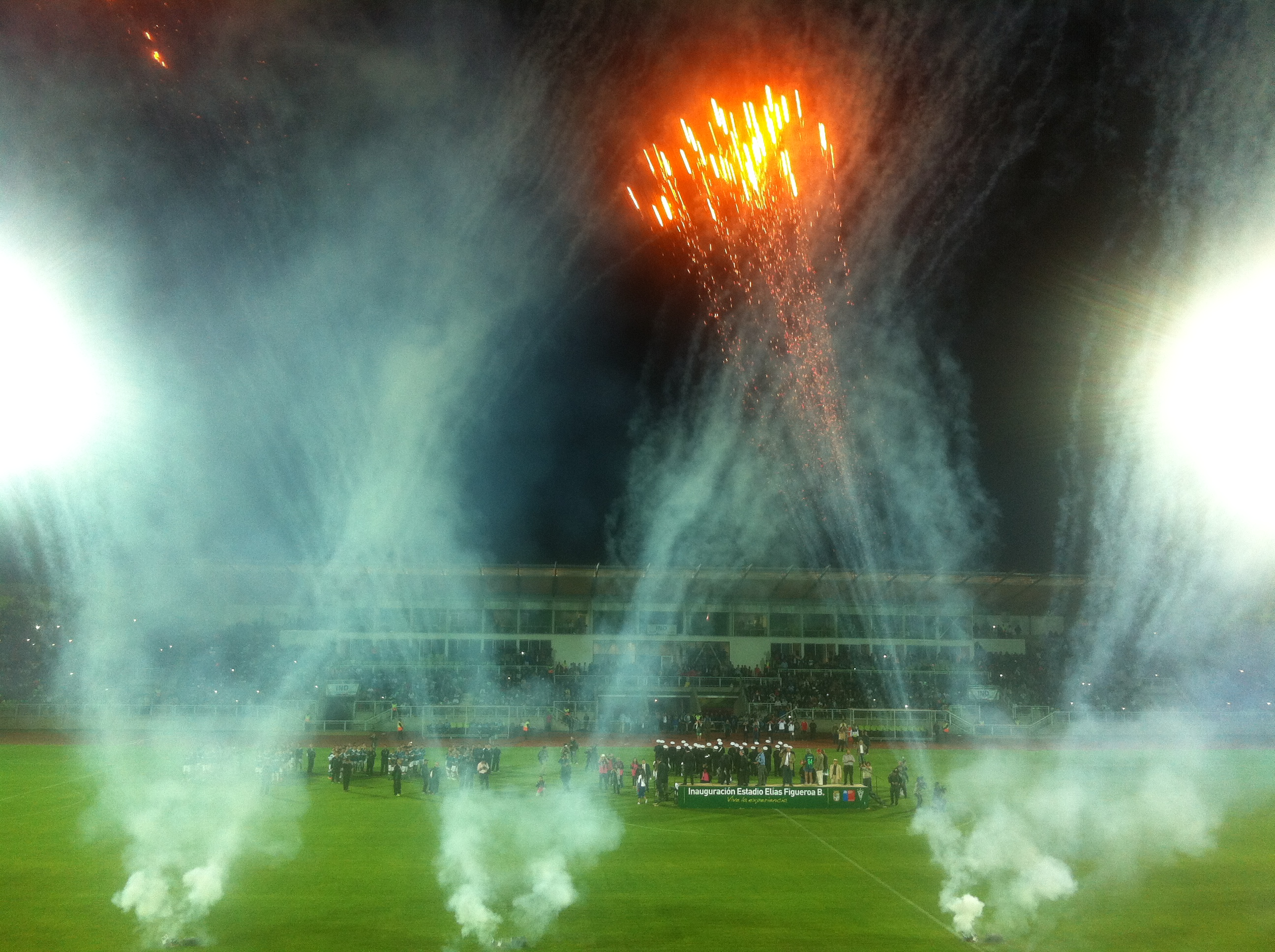
Reinauguración del estadio.

Luego de más de un año de trabajos, la reconstrucción del estadio finalizó teniendo estándares FIFA para partidos de primer nivel, además de incorporar nuevas instalaciones como un museo, casino, gimnasio entre otros.
La reinauguración del recinto se daría el 19 de febrero de 2014, en primera instancia con una ceremonia que contaría con la presencia del presidente de la república Sebastián Piñera, el homenajeado Elías Figueroa, autoridades de gobierno, el presidente de Santiago Wanderers, Jorge Lafrentz, junto con representantes del club, el maratonista Bruno Bernal, representantes de otros deportes y otras autoridades deportivas como el presidente de la ANFP, Sergio Jadue.
Aquel mismo día por la noche nuevamente se realizaría otra ceremonia de inauguración, esta vez con público general, donde se realizaría un homenaje a Bruno Bernal y Elías Figueroa, bendecirían el estadio, se entonaría el himno del club Santiago Wanderers y Chile, tocado por el orfeón de la Armada de Chile y por último se finalizaría con un show pirotécnico. Luego de todo esto habría un partido de fútbol de fondo entre el club local y el club brasileño, Sport Club Internacional, donde brillara el defensa que da nombre al estadio. El partido finalizaría con un marcador favorable a los visitantes por dos goles contra uno.
| 19 de febrero de 2014 | Santiago Wanderers | 1:2 (0:1) | Internacional           | Estadio Elías Figueroa Brander, Valparaíso                 |                                                            |

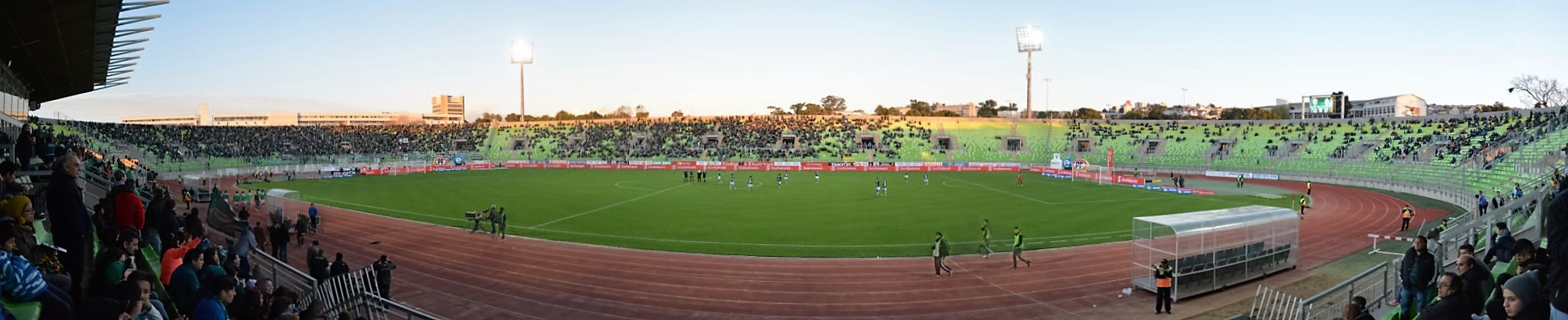
Panorámica del estadio.

|                       | Cellerino 61'      |           | Caio 13' · Ebert 90'+1' | Asistencia: 20 000 espectadores Árbitro(s): Eduardo Gamboa | Asistencia: 20 000 espectadores Árbitro(s): Eduardo Gamboa |

## Partidos internacionales

### Partidos de selecciones nacionales
A lo largo de la historia del estadio, han sido varios los encuentros en los que tanto la selección chilena como otras selecciones nacionales han ejercido como local. Entre ellos, destacan los jugados en la Copa América 1991 a nivel adulto y los de la Copa Mundial de Fútbol Juvenil de 1987.
El primer encuentro de la selección local fue en un amistoso no oficial ante un combinado de Cali en 1952 donde los colombianos se llevarían el triunfo por dos goles contra uno y el primer partido oficial sería en 1960 frente a Paraguay donde los chilenos ganarían por tres goles frente a uno. El último partido sería frente a Perú en 2014 donde el encuentro terminaría con un triunfo chileno por tres goles, totalizando ocho encuentros disputados por "La Roja" en este recinto.

#### Copa Mundial de Fútbol Juvenil de 1987
Durante esta competición el estadio fue sede del Grupo C compuesto por Alemania Democrática, Baréin, Colombia y Escocia, donde disputaron seis partidos, además de albergar un partido de cuartos de final entre la selección de Alemania Democrática y Bulgaria.
| Primera Fase; 11 de octubre de 1987 | Alemania Democrática | 1:2 (1:2) | Escocia                         | Estadio Playa Ancha, Valparaíso                            |                                                            |
|                                     | Prasse 32'           | Reporte   | Mc Leod 30' (pen.) · Butler 36' | Asistencia: 10 000 espectadores Árbitro(s): Arnaldo Coelho | Asistencia: 10 000 espectadores Árbitro(s): Arnaldo Coelho |

| Primera Fase; 12 de octubre de 1987 | Colombia    | 1:0 (1:0) | Baréin | Estadio Playa Ancha, Valparaíso                        |                                                        |
|                                     | Tréllez 10' | Reporte   |        | Asistencia: 5000 espectadores Árbitro(s): John Meachin | Asistencia: 5000 espectadores Árbitro(s): John Meachin |

| Primera Fase; 14 de octubre de 1987 | Alemania Democrática | 3:1 (2:0) | Colombia    | Estadio Playa Ancha, Valparaíso                        |                                                        |
|                                     | Sammer 9' 30' 70'    | Reporte   | Tréllez 90' | Asistencia: 4000 espectadores Árbitro(s): Rune Larsson | Asistencia: 4000 espectadores Árbitro(s): Rune Larsson |

| Primera Fase; 15 de octubre de 1987 | Escocia    | 1:1 (0:1) | Baréin         | Estadio Playa Ancha, Valparaíso                        |                                                        |
|                                     | Nisbet 76' | Reporte   | Al Kharraz 24' | Asistencia: 3000 espectadores Árbitro(s): Badou Jasseh | Asistencia: 3000 espectadores Árbitro(s): Badou Jasseh |

| Primera Fase; 17 de octubre de 1987 | Alemania Democrática   | 2:0 (0:0) | Baréin | Estadio Playa Ancha, Valparaíso                          |                                                          |
|                                     | Liebers 78' · Wosz 83' | Reporte   |        | Asistencia: 2000 espectadores Árbitro(s): Richard Lorenc | Asistencia: 2000 espectadores Árbitro(s): Richard Lorenc |

| Primera Fase; 18 de octubre de 1987 | Escocia                         | 2:2 (0:0) | Colombia         | Estadio Playa Ancha, Valparaíso                           |                                                           |
|                                     | Wright 61' · Mc Leod 74' (pen.) | Reporte   | Guerrero 48' 58' | Asistencia: 5000 espectadores Árbitro(s): Claude Bouillet | Asistencia: 5000 espectadores Árbitro(s): Claude Bouillet |

| Cuartos de final; 21 de octubre de 1987 | Alemania Democrática            | 2:0 (0:0) | Bulgaria | Estadio Playa Ancha, Valparaíso                      |                                                      |
|                                         | Steinmann 70' (pen.) · Wosz 83' | Reporte   |          | Asistencia: 3000 espectadores Árbitro(s): Allan Gunn | Asistencia: 3000 espectadores Árbitro(s): Allan Gunn |

#### Copa América 1991
Fue sede de esta competición donde se albergaron dos encuentros de la primera fase correspondiente a la fase de grupos donde jugarían las selecciones de Bolivia, Colombia, Ecuador y Uruguay.
| Primera Fase; 7 de julio de 1991 | Colombia     | 1:0 (1:0) | Ecuador | Estadio Playa Ancha, Valparaíso                                           |                                                                           |
|                                  | De Ávila 25' |           |         | Asistencia: 15 000 espectadores Árbitro(s): Juan Francisco Escobar Valdez | Asistencia: 15 000 espectadores Árbitro(s): Juan Francisco Escobar Valdez |

| Primera Fase; 7 de julio de 1991 | Uruguay    | 1:1 (0:1) | Bolivia    | Estadio Playa Ancha, Valparaíso                           |                                                           |
|                                  | Castro 73' |           | Suárez 16' | Asistencia: 15 000 espectadores Árbitro(s): Carlos Maciel | Asistencia: 15 000 espectadores Árbitro(s): Carlos Maciel |

#### Copa América 2015
| Primera Fase; 15 de junio de 2015 | Ecuador                    | 2:3 (0:3) | Bolivia                                       | Estadio Elías Figueroa, Valparaíso                      |                                                         |
|                                   | Valencia 47' · Bolaños 80' | Reporte   | 4' Raldes · 16' Smedberg · 42' (pen.) Martins | Asistencia: 5 982 espectadores Árbitro(s): Joel Aguilar | Asistencia: 5 982 espectadores Árbitro(s): Joel Aguilar |

| Primera Fase; 18 de junio de 2015 | Perú        | 1:0 (0:0) | Venezuela | Estadio Elías Figueroa, Valparaíso                      |                                                         |
|                                   | Pizarro 71' | Reporte   |           | Asistencia: 15 542 espectadores Árbitro(s): Raúl Orosco | Asistencia: 15 542 espectadores Árbitro(s): Raúl Orosco |

### Juegos Panamericanos Sub-23 de 2023

#### Grupo A
| 26 de octubre de 2023, 13:00 | México | 0:0     | República Dominicana | Estadio Elías Figueroa, Valparaíso |                             |
|                              |        | Reporte |                      | Árbitro(s): Jesús Cartagena        | Árbitro(s): Jesús Cartagena |

| 26 de octubre de 2023, 18:00 | Chile       | 1:0 (1:0) | Uruguay | Estadio Elías Figueroa, Valparaíso |                            |
|                              | Aravena 45' | Reporte   |         | Árbitro(s): Yender Herrera         | Árbitro(s): Yender Herrera |

| 29 de octubre de 2023, 13:00 | Uruguay | vs. | México | Estadio Elías Figueroa, Valparaíso |  |
|                              |         |     |        | Árbitro(s):                        |  |

#### Grupo B
| 23 de octubre de 2023, 13:00 | Colombia              | 2:0 (2:0) | Honduras | Estadio Elías Figueroa, Valparaíso |                            |
|                              | Ruiz 16' · Cortés 41' | Reporte   |          | Árbitro(s): Fernando Véjar         | Árbitro(s): Fernando Véjar |

| 23 de octubre de 2023, 18:00 | Brasil      | 1:0 (0:0) | Estados Unidos | Estadio Elías Figueroa, Valparaíso |                                  |
|                              | Miranda 86' | Reporte   |                | Árbitro(s): José Matos Uzcategui   | Árbitro(s): José Matos Uzcategui |

| 29 de octubre de 2023, 18:00 | Colombia | vs. | Estados Unidos | Estadio Elías Figueroa, Valparaíso |  |
|                              |          |     |                | Árbitro(s):                        |  |

## Datos y curiosidades
- Los restos cremados del exjugador caturro, Gustavo Poirrier, se encuentran en la cancha del estadio.[14]
- Los pies de Elías Figueroa se encuentran inmortalizados en un bloque cemento dentro del museo del estadio.[15]
- En este estadio se dio el debut de Nicolás Millán, el jugador más joven en debutar en la Primera División de Chile con catorce años.[16]